# Dorfkirche Kolochau

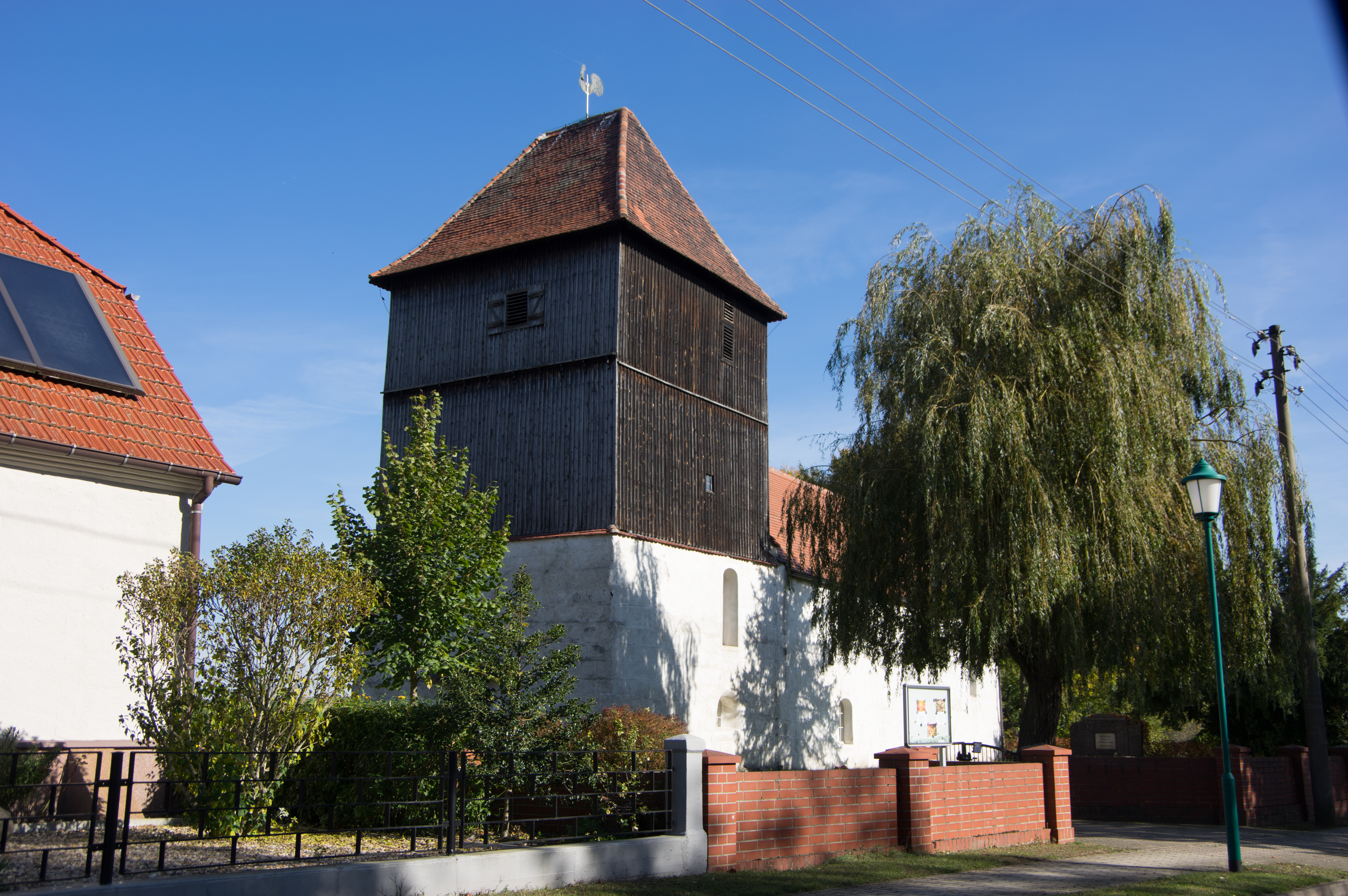
Dorfkirche Kolochau

Die evangelische, denkmalgeschützte Dorfkirche Kolochau steht in Kolochau, einem Ortsteil von Kremitzaue im Landkreis Elbe-Elster von Brandenburg. Die Kirche gehört zum Kirchenkreis Bad Liebenwerda  der Evangelischen Kirche in Mitteldeutschland.

## Beschreibung
Das heutige Erscheinungsbild der in der zweiten Hälfte des 13. Jahrhunderts errichteten Feldsteinkirche ist durch den 1994 aufgebrachten Außenputz geprägt. Das Langhaus hat einen geraden Abschluss im Osten. Der querrechteckige Kirchturm in Breite des mit einem Satteldach bedeckten Kirchenschiffs im Westen ist etwas jünger. Seine beiden mit Brettern verkleideten Obergeschosse und das ihn bedeckende Walmdach erhielt er im 18. Jahrhundert. Im obersten Geschoss steht der Glockenstuhl mit zwei Glocken, die 1922 von der Kunst- und Glockengießerei Lauchhammer gegossen wurden.
Der Innenraum ist mit einer dreiseitigen Empore mit Brüstungen aus Balustern und einer Holzbalkendecke ausgestattet. Die Öffnung zum Erdgeschoss des Kirchturms wurde durch die westliche Empore verbaut. An den Längswänden liegen sich die Patronatslogen der in Kolochau ansässigen Gutsbesitzer gegenüber. Der ursprüngliche Kanzelaltar wurde demontiert, die Kanzel blieb erhalten. 
Die Orgel mit zwölf Registern, zwei Manualen und Pedal wurde um 1870 von Nicolaus Schrickel gebaut.